# Courtney Ford
Courtney Ford (ur. 27 czerwca 1978 w Huntington Beach) – amerykańska aktorka, która wystąpiła m.in. w serialach Dexter, Czysta krew, Nie z tego świata i Legends of Tomorrow, Teoria wielkiego podrywu.

## Filmografia

### Filmy
| Rok  | Tytuł             | Rola          | Uwagi       |
| ---- | ----------------- | ------------- | ----------- |
| 1998 | BASEketball       |               |             |
| 2004 | Outside           | Devi          | krótkometr. |
| 2006 | Denial            | Woman         | krótkometr. |
| 2008 | Alien Raiders     | Sterling      |             |
| 2008 | Fling             | Sam           |             |
| 2011 | Dobry doktor      | Stephanie     |             |
| 2011 | Sironia           | Amanda        |             |
| 2014 | Missing William   | Abigail Leeds |             |
| 2015 | Meet My Valentine | Valentine     |             |
| 2017 | Back To Love      | Erica         |             |
| 2018 | Pewny kandydat    | Lynn Armandt  |             |

### Telewizja
| Rok     | Tytuł               | Rola              | Uwagi          |
| ------- | ------------------- | ----------------- | -------------- |
| 2009    | Dexter              | Christine Hill    | 11 odc.        |
| 2011    | Czysta krew         | Portia Bellefleur | 5 odc.         |
| 2012    | Parenthood          | Lily              | 6 odc.         |
| 2014    | Z premedytacją      | Tonia Pyne        | 4 odc.         |
| 2014    | Zemsta              | Kate Taylor       | 3 odc.         |
| 2015    | Kept Woman          | Jessica Crowder   | film TV        |
| 2016–18 | Nie z tego świata   | Kelly Kline       | 7 odc.         |
| 2017    | August Creek        | Erica             | film TV        |
| 2017–21 | Legends of Tomorrow | Nora Darhk        | w gł. obsadzie |
| 2022    | The Rookie: Feds    | Tracy Chiles      | 5 odc.         |

Zagrała też epizodyczne role w licznych serialach, m.in. Chirurdzy, CSI: Kryminalne zagadki Nowego Jorku, Teoria wielkiego podrywu i Castle.